# Clathroneuria coquilletti
Clathroneuria coquilletti is een insect uit de familie van de mierenleeuwen (Myrmeleontidae), die tot de orde netvleugeligen (Neuroptera) behoort. 
Clathroneuria coquilletti is voor het eerst wetenschappelijk beschreven door Currie in 1898.